# Ugatame Corona
L'Ugatame Corona è una struttura geologica della superficie di Venere.